# Polygastrophora heptabulba
Polygastrophora heptabulba är en rundmaskart som beskrevs av Timm 1952. Polygastrophora heptabulba ingår i släktet Polygastrophora och familjen Eurystominidae. Inga underarter finns listade i Catalogue of Life.